# ムラーノ・ガラス美術館
ムラーノ・ガラス美術館（イタリア語：Museo del Vetro）は、イタリア・ヴェネツィアのムラーノ島にあるガラス細工の美術館である。美術館はパラッツォ・ジュスティニアン（ドルソドゥーロ（Dorsoduro）地区にある同名の邸宅とは別）にあり、元は古代ローマ貴族がゴシック様式建築で建てた邸宅であった。その後トルチェッロの司教 Marco Giustinian の邸宅となり、1861年に現在のガラス美術館となった。
当美術館はヴァポレットのMuseo停留所に近く、11のヴェネツィアの美術館などから構成される Fondazione Musei Civici di Venezia (MUVE) の1つでもある。

## 参照
- ガラス年表
- ヴェネツィアン・グラス